# Oi (azienda)
Oi (in lingua portoghese "ciao"), precedentemente noto come Telemar, è il più grande operatore di telefonia fissa e il quarto operatore di telefonia mobile in Brasile, la terza più grande società di telecomunicazioni in America Latina. Ha sede a Rio de Janeiro. Le principali filiali di Oi sono Telemar e Brasil Telecom.
Nel 2013, Oi ha annunciato la fusione con Portugal Telecom, la più grande società di telecomunicazioni del Portogallo, al fine di rafforzare la società brasiliana e semplificare la sua struttura proprietaria. Nel giugno 2015, Portugal Telecom è stata acquisita da Altice Group.
Il 20 giugno 2016, Oi ha presentato domanda di protezione fallimentare da 19 miliardi di dollari (65 miliardi di real brasiliani), la più grande mai registrata per il Brasile.
Nel marzo 2017, Oi aveva 63 milioni di unità generatrici di entrate, di cui 40 milioni per servizi mobili personali, 16,3 milioni per rete fissa, 6,5 milioni per B2B (grandi aziende e microimprenditori). Oggi ha 2 milioni di hotspot sulla rete Oi WIFI in tutto il Brasile.
Nel marzo 2019, Oi ha registrato una perdita netta nel quarto trimestre di 3.359 miliardi di reais (858 milioni di dollari), aumentando del 66% rispetto alla perdita dell'anno precedente. Le entrate totali sono diminuite del 7,9 percento.
L'8 febbraio 2023 l'azienda ha nuovamente presentato domanda di protezione fallimentare negli Stati Uniti, dopo che a fine dicembre del 2022 era riuscito a porre fine al primo fallimento societario iniziato nel 2016.